# 西班牙随想曲
《西班牙随想曲》（俄语：Каприччио на испанские темы，拉丁化：Kapritschtschio na ispanskije temi，意為「基於西班牙主題隨想曲」，作品號三十四）是俄國作曲家尼古拉·里姆斯基-科萨科夫基於西班牙地方曲調，在1887年寫成的一部管弦乐曲，在西方常以法語名稱──示人。里姆斯基-科萨科夫原欲將該曲歸類為小提琴獨奏和管弦樂隊協奏作品，但後來決定純粹將該曲歸類為管弦樂曲，以令演繹者更加著重活潑的旋律。

## 曲式結構
隨想曲共有五個樂章組成。
1. 第一樂章為晨歌（Alborada），是西班牙阿斯图里亚斯地區用來迎接日出的傳統舞曲，富有令人興奮的節慶色彩。
2. 第二樂章變奏曲（Variazioni），首先由圓號部奏出主題旋律，繼而其他樂部相繼奏出主題的變奏曲。
3. 第三樂章晨歌，再現第一樂章的旋律，只是在配樂和音調上有所不同
4. 第四樂章場景和吉普賽歌謠（Scena e canto gitano），先以五個華彩樂段（cadenza）開首，分別以圓號加小號、小提琴獨奏、長笛、單簧管以及豎琴，分別伴以不同的敲擊樂器奏出。繼而整個樂隊奏出一段三拍子舞曲，推至高潮後緊接（attacca）到終章。
5. 第五樂章為阿斯图里亚斯風格的方登戈舞（Fandango asturiano），是西班牙北部阿斯图里亚斯地區一種富有活力的舞曲。第一樂章晨歌的主旋律在這一樂章的尾部，也即是整首隨想曲的最後更為輕快激昂地重現。

全曲的演奏一般需要16分鐘。

## 樂器配置
里姆斯基-科萨科夫為隨想曲所設定的樂器配置如下：
- 弦樂：第一小提琴、第二小提琴、中提琴、大提琴、低音大提琴、豎琴
- 木管：短笛、2長笛、2雙簧管、英國管（只在第二樂章使用，由第二雙簧管兼任）、2單簧管、2巴松管
- 銅管：4圓號、2小號、3長號、大號
- 敲擊樂：定音鼓、鈴鼓、三角鐵、鈸、吊鈸、小鼓、大鼓、響板

## 特色
該曲的管弦配樂法（orchestration）備受讚賞，不單是這首樂曲使用大量的敲擊樂器，而且部份樂器亦有特別的表演技巧，例如在第四樂章，由於作者寫下quasi guitara的標記，弦樂部的樂手便要作出模仿吉他的效果。雖然各方的讚賞不斷，但里姆斯基-高沙可夫卻因該曲某些方面的特性被忽略而感到苦惱。他曾在自傳中寫道：
（我覺得）樂評家和公眾認為者隨想曲是一首壯麗的管弦配樂曲──是錯的。這首隨想曲該是一首為管弦樂隊而作的、色彩豔麗的的曲子。音質的轉換、巧妙的旋律設計、輪廓和曲式，都十分符合各種不同的樂器，（尤其是）樂器獨奏的華彩樂段以及敲擊樂部帶動的節奏等等。富舞曲性質的西班牙主題，提供了豐富的材料，把各式各樣的管弦樂配製技巧應用到其中。整體而言，整首隨想曲是一首無容置疑的純外國作品，但整體而言也是相當色彩艷麗。我自問第三樂章（降B大調的晨歌）是沒有那麼成功，當中銅管樂部某程度上蓋過了木管樂部的音色；但這個問題不難糾正，若指揮稍加注意，並修改一下對銅管部強度的指引，由極強（fortissimo）轉為強（forte）便可。

## 外部連結
- "Nikolay Andreyevich Rimsky-Korsakov: Works; orchestral," http://www.grovemusic.com（页面存档备份，存于）（available by subscription only）, viewed 2007-02-28.
- Laki, Peter. 2005年1月28和29日克里夫蘭樂團演奏該曲時的曲目單和曲目介紹。
- 佛蒙特大學管弦樂團的演奏（mp3）